# Monika Urlik
Monika Urlik (ur. 1 lipca 1983 w Dzierżoniowie) – polska piosenkarka wykonująca muzykę z pogranicza popu, R&B, soulu i gospel.

## Kariera
W wieku dziewięciu lat rozpoczęła naukę gry na skrzypcach w Państwowej Szkole Muzycznej im. Wojciecha Kilara w Dzierżonowie. W 1998 rozpoczęła naukę w Państwowym Liceum Muzycznym im. Karola Szymanowskiego we Wrocławiu oraz została laureatką III nagrody na I Ogólnopolskim Konkursie Muzyki Współczesnej Instrumentów Smyczkowych. Rok później zwyciężyła w X Festiwalu Piosenki „Karolek” we Wrocławiu. W 2000 zdobyła I nagrodę na VII Festiwalu Piosenki Angielskiej „Olimp” we Wrocławiu oraz Grand Prix na VIII Festiwalu Piosenki Angielskiej w Brzegu, otrzymała również wyróżnienie w programie „Szansa na sukces”. W 2002 zdobyła drugą nagrodę w finale Szansy na sukces odbywającym się w Sali Kongresowej, a także wzięła udział w programie Droga do gwiazd.
W 2003 rozpoczęła współpracę z Orkiestrą Symfoniczną Filharmonii Kaliskiej. W 2004 rozpoczęła edukację muzyczną na wydziale rozrywkowym w Zespole Państwowych Szkół Muzycznych im. Fryderyka Chopina w Warszawie. W 2005 założyła własny zespół oraz została współzałożycielką sekstetu gospelowego „Tribe of Alma”, z którym zdobyła pierwszą nagrodę na Międzynarodowym Festiwalu Muzyki Gospel Camp Meeting w Osieku. Również w 2005 została laureatką I nagrody na Międzynarodowym Festiwalu Muzycznym „Vena Festival” pod patronatem Michała Urbaniaka, dzięki własnej kompozycji „Time After Time” Rok później z tym samym utworem zdobyła nagrodę Prezydenta Miasta Sopot na festiwalu TOPtrendy. W tym samym roku wsparła wokalnie płytę Tedego pt. Esende Mylffon w utworach „Blask” i „Jakby jutra miało nie być”.
W 2011 została półfinalistką programu rozrywkowego TVP2 The Voice of Poland. W 2012 wystąpiła z zespołem Afromental w programie TVP2 Bitwa na głosy. 9 maja 2014 wydała debiutancki album studyjny pt. Nie wie nikt, nad którym pracowała z Aleksandrem Milwiwem-Baronem i Markiem Błaszczykiem. Album promowała utworami „Nie wie nikt” oraz „Ty i ja”, które zostały wykorzystane na ścieżce dźwiękowej do serialu TVN Prawo Agaty. W czerwcu wykonała utwór „Domek bez adresu” z repertuaru Czesława Niemena podczas koncertu SuperDebiutów w ramach 51. Krajowego Festiwalu Piosenki Polskiej w Opolu.
W marcu 2018 zajęła trzecie miejsce z utworem „Momentum” w finale krajowych eliminacji do 63. Konkursu Piosenki Eurowizji. W 2019 zaśpiewała piosenkę „Krąg życia” w filmie Król lew. W 2023 roku dubbingowała Błękitną Wróżkę w filmie Pinokio dla platformy Netflix.
Współpracuje z orkiestrą filmową pod batutą Przemysława Piotra i bigbandem Lechosława Nowaka.

## Życie prywatne
Jej partnerem życiowym jest gitarzysta Konrad Skowroński. Ma czwórkę dzieci.

## Dyskografia
Albumy solowe
| Tytuł        | Dane dot. albumu                     |
| ------------ | ------------------------------------ |
| Nie wie nikt | - Data: 9 maja 2014 - Wydawca: Agora |

Single
| Rok  | Tytuł                                      |
| ---- | ------------------------------------------ |
| 2015 | „Dla ciebie”                               |
| 2016 | „Spijam z twoich ust”                      |
| 2016 | „Nie wiem, czym jest miłość”               |
| 2017 | „Vintage Song (I’ll Save My Love for You)” |
| 2018 | „Przy mnie bądź”                           |
| 2019 | „A gdy zgasną światła”                     |
| 2019 | „Momentum”                                 |
| 2021 | „Oceany”                                   |
| 2022 | "I swear"                                  |

Inne utwory
| Album                        | Rok  | Uwagi                                                            | Źródło |
| ---------------------------- | ---- | ---------------------------------------------------------------- | ------ |
| Tede – Esende Mylffon        | 2006 | gościnnie śpiew w utworach „Blask” i „Jakby jutra miało nie być” | [ 6 ]  |
| Naumachia – Callous Kagathos | 2007 | gościnnie śpiew w utworze „Deadly Threshold”                     | [ 7 ]  |

## Teledyski
| Tytuł                             | Rok  | Reżyseria           | Album        | Źródło |
| --------------------------------- | ---- | ------------------- | ------------ | ------ |
| „Niedane nam było”                | 2014 | Maciej Michalski    | Nie wie nikt | [ 8 ]  |
| „Jedno słowo” (oraz Rafał Szatan) | 2015 | Cezary Kaźmierski   | —            | [ 9 ]  |
| "A gdy zgasną światła"            | 2019 | Bartłomiej Jasiński | –            |        |